# Micromus subanticus
Micromus subanticus is een insect uit de familie van de bruine gaasvliegen (Hemerobiidae), die tot de orde netvleugeligen (Neuroptera) behoort. 
Micromus subanticus is voor het eerst wetenschappelijk beschreven door Walker in 1853.